# Findhorn

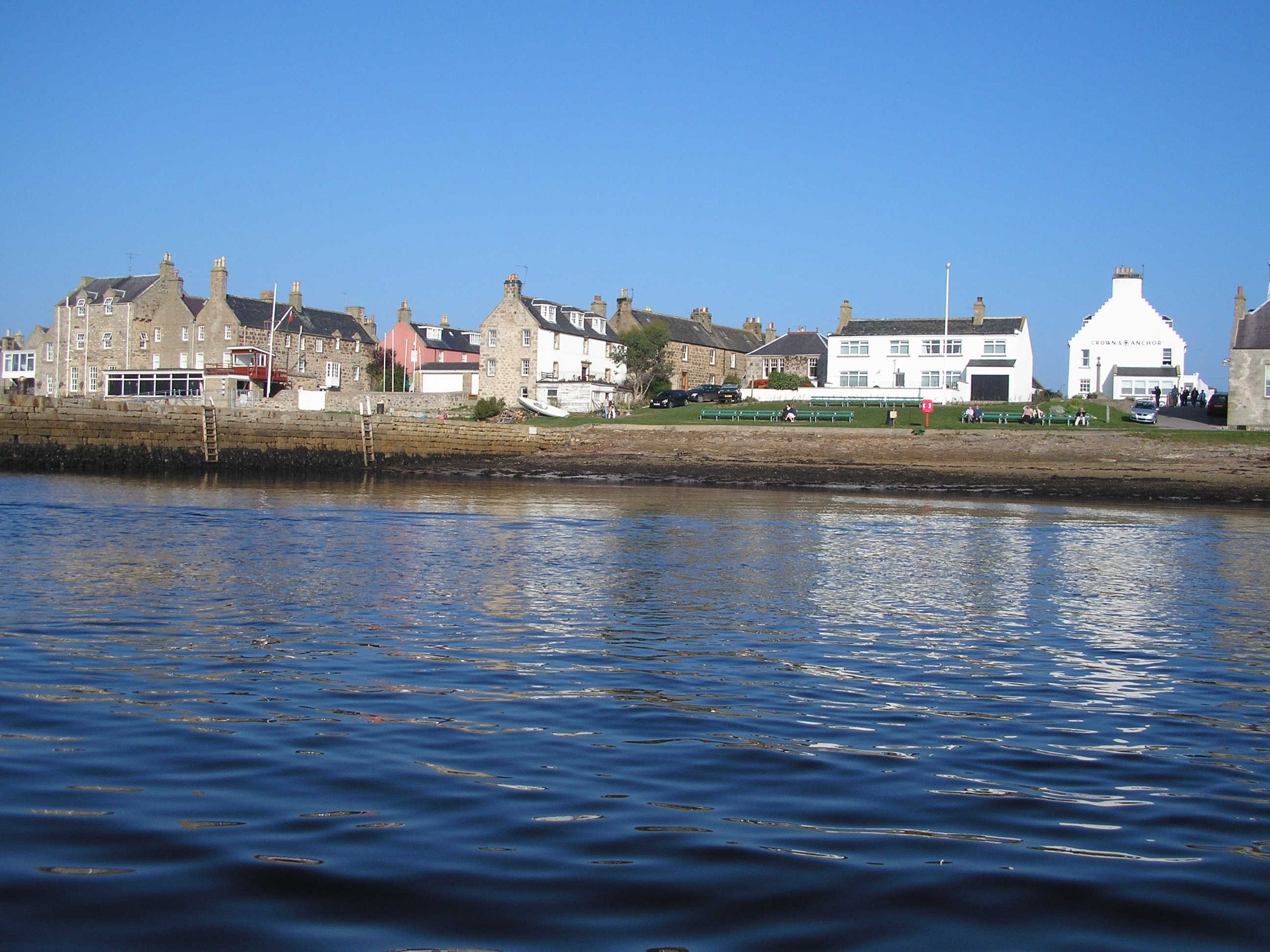
Findhorn sett från vattnet (2006).

Findhorn är en by i kommunen Moray i Skottland. Folkmängden uppgick till 880 invånare 2012, på en yta av 0,71 km². Byn ligger på den östra delen av Findhorn Bay, fem kilometer nordväst om Kinloss och nio kilometer från Forres. Under 1600-talet hade Findhorn en betydande hamn. Under 1800-talet var det fisket som dominerade. Idag är samhället mest känt för the Findhorn Foundation och dess new age-influerade ekoby som ligger strax söder om byn. 

## Findhorn som ekoby och new age-center
Ekobyn grundades 1962 av makarna Peter och Eileen Caddy samt Dorothy Maclean. Idag är Findhorn ett centrum med omkring 350 permanent boende och gäster som räknas i tusental. Enligt den egna hemsidan har ett 40-tal olika företag och verksamheter växt fram i byn, bland annat inom utbildning, husbyggnad, turism, handel och hantverk. Enligt hemsidan finns också 61 ekologiskt byggda hus på området, fyra vindturbiner, ett system för återvinning, egen bank och lokal valuta.